# 上巴雷克列伊农村居民点
上巴雷克列伊农村居民点（俄语：Верхнебалыклейское сельское поселение）是俄罗斯联邦伏尔加格勒州贝科沃区所属的一个农村居民点。其下辖有3个居民点，行政中心为上巴雷克列伊。据2016年统计，该农村居民点的人口为1749人。